# Torre Egger
Pour les articles homonymes, voir Egger.
La Torre Egger est une montagne du champ de glace Sud de Patagonie en Amérique du Sud. Il est situé dans une région disputée entre l'Argentine et le Chili. Il est situé à l'ouest du cerro Chaltén, connu aussi sous le nom de Fitz Roy. Le pic se trouve entre le cerro Torre, le plus haut pic de la chaîne et le cerro Standhardt.

## Toponymie
La Torre Egger a été nommé d'après Toni Egger qui est décédé à proximité sur le cerro Torre.

## Histoire

### Première ascension
En 1976, John Bragg, Jim Donini et Jay Wilson des États-Unis escaladent la Torre Egger pour la première fois. Il passe par le col de la Conquête, situé entre le pic et le cerro Torre puis sur la crête jusqu'au pic. L'ascension a été ralentie par le mauvais temps et est réalisée de décembre 1975 au 22 février 1976.

### Autres ascensions

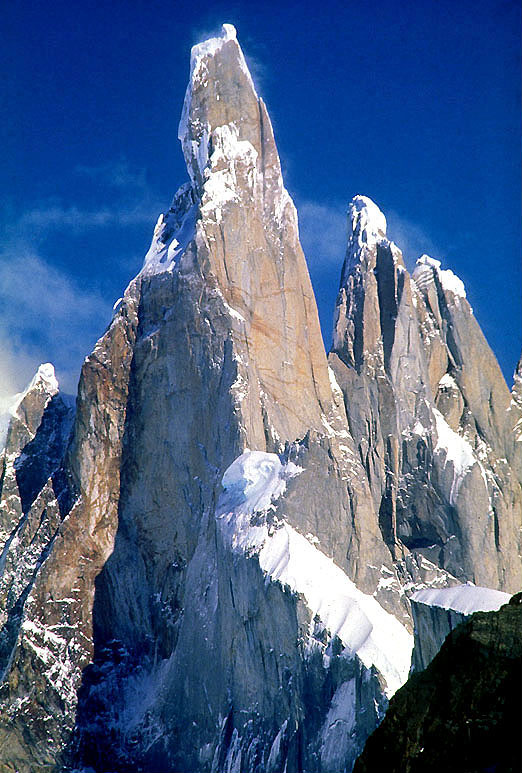
Le cerro Torre avec la Torre Egger à droite, en 1987

- 1986 Psycho Vertical (face Sud-Est) (UIAA ED+ VII+ A3 90°, 950 m) Janez Jeglic, Silvo Karo et Franc Knez (Yougoslavie), 7 décembre 1986[6].
- 1987 Titanic (pilier Est) (UIAA VI+ A2), Maurizio Giarolli et Elio Orlandi (Italie), du 2 au 5 novembre 1987[7].
- 1994 Badlands (YDS VI 5.10 A3 WI4+, 1 000 m) Conrad Anker, Jay Smith et Steve Gerberding (États-Unis), première ascension 12 décembre 1994[8].
- 2015 Titanic (pilier Est) (UIAA VI+ A2 7b M5 WI4, 950 m), Marc-André Leclerc, première ascension solo hivernale.

En janvier 2008, Rolando Garibotti et Colin Haley ont fait la première traversée complète du massif, escaladant Aguja Standhardt, punta Herron, Torre Egger et cerro Torre. Ils cotent leur voie Grade VI 5.11 A1 WI6 Mushroom Ice 6, avec 2 200 m d'ascension verticale.
En 2012, Bjorn-Eivind Aartun et Ole Lied de Norvège reçoivent la mention spéciale du jury des piolets d'or.